# Knut Østby
Knut Østby (Modum, 12 de noviembre de 1922 - Sandvika, 6 de agosto de 2010) fue un deportista noruego que compitió en piragüismo en la modalidad de aguas tranquilas.
Participó en tres Juegos Olímpicos de Verano entre los años 1948 y 1956, obteniendo una medalla de plata en la edición de Londres 1948 en la prueba de K2 10 000 m. Ganó una medalla de plata en el Campeonato Mundial de Piragüismo de 1950 en la prueba de K2 1000 m.

## Palmarés internacional
| Juegos Olímpicos   | Juegos Olímpicos       | Juegos Olímpicos | Juegos Olímpicos |
| Año                | Lugar                  | Medalla          | Evento           |
| ------------------ | ---------------------- | ---------------- | ---------------- |
| 1948               | Londres (Reino Unido)  | Medalla de plata | K2 10 000 m      |
| Campeonato Mundial |                        |                  |                  |
| Año                | Lugar                  | Medalla          | Evento           |
| 1950               | Copenhague (Dinamarca) | Medalla de plata | K2 1000 m        |